# Гузун, Татьяна Ивановна
Татья́на Ива́новна Гузу́н (укр. Тетяна Іванівна Гузун; род. 30 апреля 1951 года, Житомир, Украинская ССР) — советский и украинский педагог, хореограф, балетмейстер. Народная артистка Украины (1994). Полный кавалер ордена княгини Ольги. Жена известного хореографа Михаила Гузуна.

## Биография
В 1973 году окончила Краснодарский институт культуры (преподаватели — Л. Нагайцева и В. Баранникова). В 1973—1991 гг. — руководитель танцевального кружка, художественный руководитель, хореограф детского народного хореографического ансамбля «Солнышко» Дворца пионеров и школьников. С 1991 года преподает в Центре детской народной хореографии. С 1993 — в школе хореографического искусства «Солнышко». С 2000 и по сей день — доцент Житомирского государственного университета.
Татьяна Ивановна является соавтором программы «Танцы народов мира» (2000), в которую вошли 20 её хореографических постановок.

## Награды
- Орден княгини Ольги 1-й степени (2009)[3];
- Орден княгини Ольги 2-й степени (2007)[4];
- Орден княгини Ольги 3-й степени (1999)[5];
- Народная артистка Украины (1994)[2];
- Заслуженный работник культуры Украинской ССР (1985);
- Почётная грамота Кабинета Министров Украины (1999)[6];
- Почётный гражданин Житомира (1995)[7].